# Bruno Giacomelli

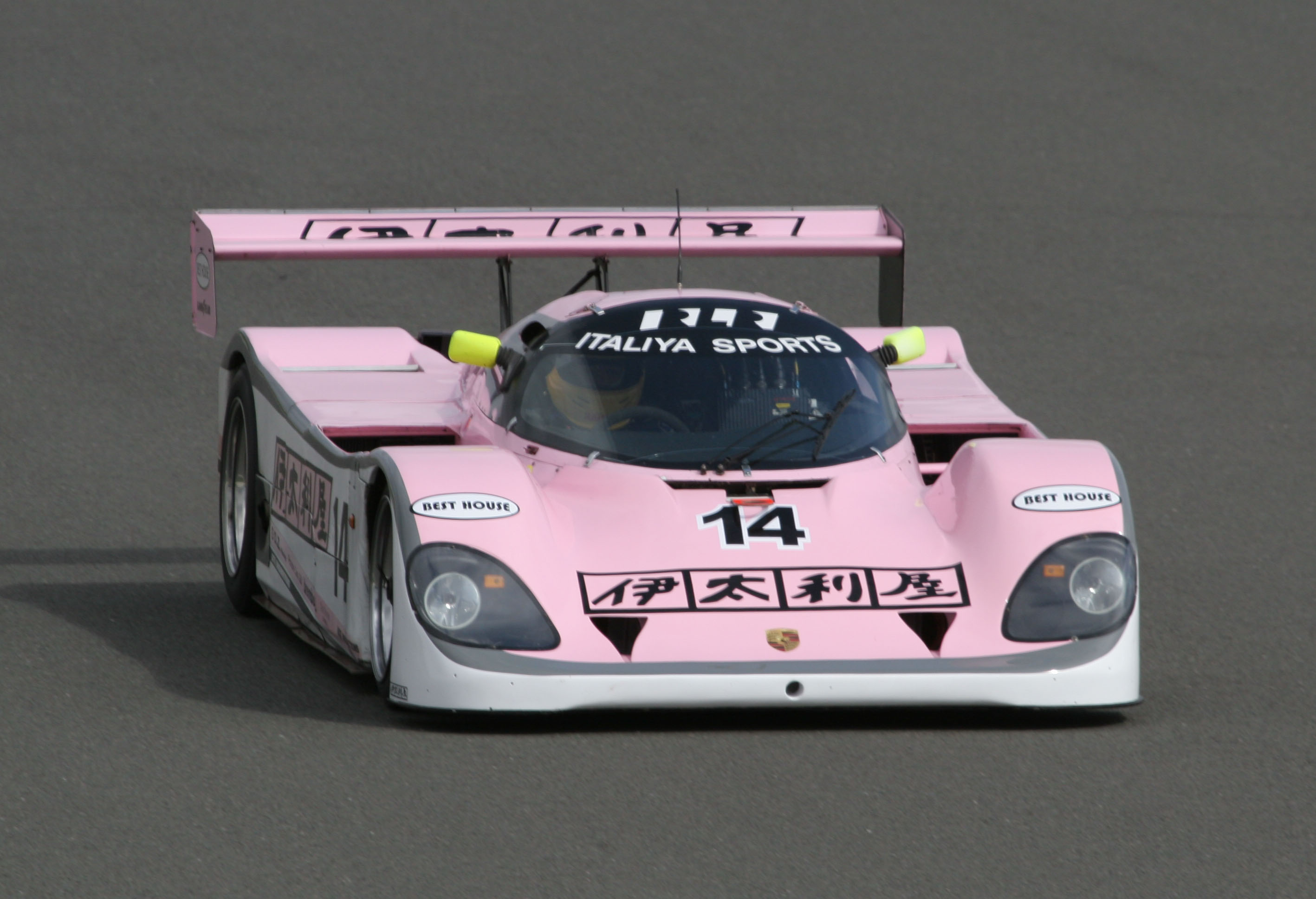
Bruno Giacomelli, eller någon av hans medtävlare John Watson eller Allen Berg, under Le Mans 24-timmars 1990.

Bruno Giacomelli, född 10 september 1952 i Borgo Poncarale i Brescia, är en italiensk racerförare.

## Racingkarriär
Giacomelli körde ett lopp i Formel 1 för McLaren hemma i Italien 1977. Året efter vann han det europeiska formel 2-mästerskapet varefter han tog steget över till Formel 1 och McLaren. Sedan tävlade han under nästan fyra säsonger för Alfa Romeo där hans enda egentliga framgång kom, tredjeplatsen i Las Vegas 1981. 
Efter en säsong i Toleman försvann Giacomelli från Formel 1 i flera år för att överraskande återkomma i det fruktlösa Life Racing Engines 1990. Giacomelli, som ersatte Gary Brabham, lyckades dock inte förkvalificera sig till ett enda lopp.

## F1-karriär
| Säsong | Stall/Tillverkare | Poäng | Placering |
| ------ | ----------------- | ----- | --------- |
| 1977   | McLaren-Ford      | 0     | –         |
| 1978   | McLaren-Ford      | 0     | –         |
| 1979   | Alfa Romeo        | 0     | –         |
| 1980   | Alfa Romeo        | 4     | 18        |
| 1981   | Alfa Romeo        | 7     | 15        |
| 1982   | Alfa Romeo        | 2     | 22        |
| 1983   | Toleman-Hart      | 1     | 19        |
| 1990   | Life Life-Judd    | 0     | –         |

| 1. Las Vegas 1981 | 1. USA East 1980 |